# László Tisza
Laszlo Tisza, född 17 juli 1907 i Budapest, död 15 april 2009 i Newton, Massachusetts, USA, var en ungersk-amerikansk teoretisk fysiker, verksam vid Collège de France och vid Massachusetts Institute of Technology. Han är mest känd för tvåvätskemodellen för supraflytande 4Helium.

## Biografi

### Uppväxt och verksamhet
Tisza växte upp i Budapest där han 1926 påbörjade matematikstudier. Två år senare studerade han fysik i Göttingen, bland annat för Max Born. Senare arbetade han med Werner Heisenberg i Leipzig. År 1932 tilldelades han doktorsexamen från Budapests universitet. I Ungern fängslades han 14 månader av politiska skäl. Efter frigivningen flyttade han till Ukrainas institut för fysik och teknologi i Charkiv, Sovjetunionen där han arbetade för Lev Landau. År 1937 kom Landau i svårigheter vid den stora utrensningen och Tisza flydde till Paris där han arbetade under Paul Langevin vid Collège de France och genom Fritz London kom i kontakt med suprafluiditet i Helium. Här utvecklade han tvåvätskemodellen suprafluiditet och förutsade även den andra ljudvågen.
År 1941 flydde Tisza till USA och fick anställning vid Massachusetts Institute of Technology där han senare blev professor.

## Verk
- Generalized Thermodynamics, 1966